# 光叶风毛菊
光叶风毛菊（学名：Saussurea chetchozensis var. glabrescens）为菊科风毛菊属下的一个变种。

## 扩展阅读
- 維基物種上的相關：光叶风毛菊